# برنو وولفر
برنو وولفر (انگلیسی: Bruno Wolfer؛ زادهٔ ۱۰ سپتامبر ۱۹۵۴ ‏(۷۰ سال)) دوچرخه‌سوار اهل سوئیس است.